# Nickel(II) phosphat
Niken(II) phosphat là một hợp chất vô cơ có công thức Ni3(PO4)2. Octahydrat Ni3(PO4)2·8H2O là một chất rắn màu lục nhạt xuất hiện dưới dạng khoáng sản arupit. 

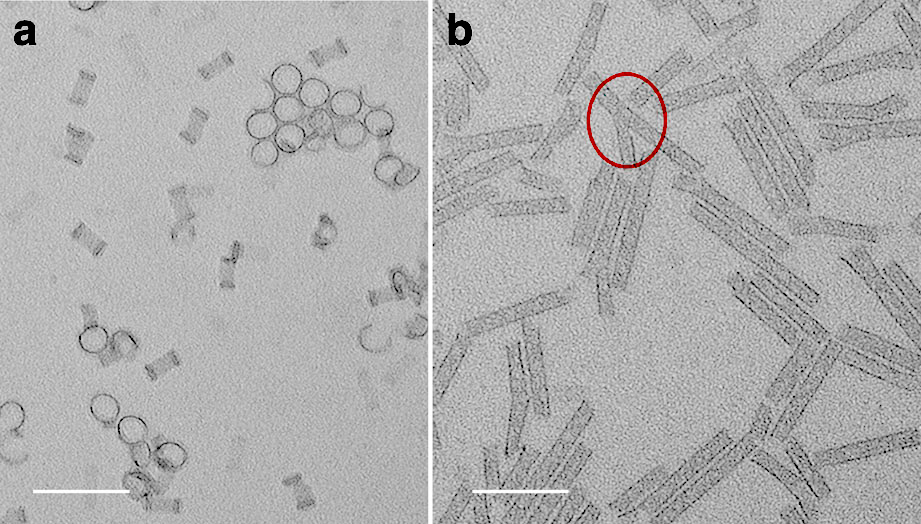
Ống nano của niken(II) phosphat (tỉ lệ 50 nm).

## Hợp chất khác
Ni3(PO4)2 còn tạo một số hợp chất với NH3, có dạng Ni3(PO4)2(NH3)x. Muối niken(II) phosphat khan tác dụng với NH3 sẽ tạo ra chất rắn màu lục nhạt; trong khi đó, heptahydrat tạo ra chất rắn màu lục lam nhạt. Tuy nhiên, công thức hóa học chính xác của những muối phức nói trên vẫn chưa rõ.
Ni3(PO4)2 còn tạo một số hợp chất với N2H4, như Ni3(PO4)2·6N2H4·12,5H2O là chất rắn màu oải hương hay Ni3(PO4)2·9N2H4·9H2O là chất rắn màu hồng.
Ni3(PO4)2 có thể tác dụng với CO(NH2)2 ở 85 °C (185 °F; 358 K), tạo ra Ni3(PO4)2·6CO(NH2)2 là tinh thể màu lục.